# 馬加比家族

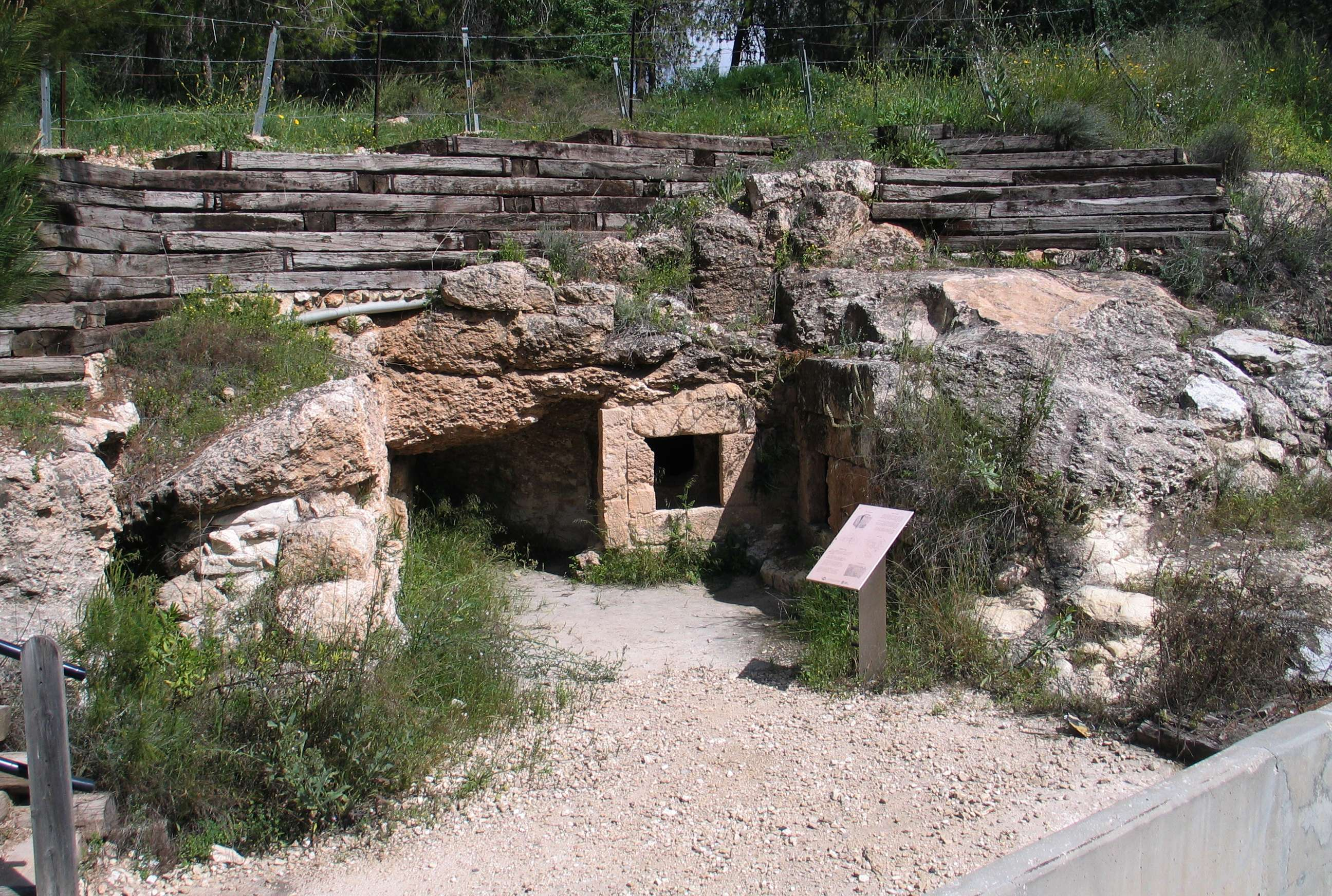
Mevo Modi'im附近的马加比家族墓地

馬加比家族（又译马卡比家族，《圣经思高本》译为玛加伯家族，东正教译为玛喀维家族；英文：Maccabees或Machabees/ˈmækəˌbiːz/；希伯來語： Makabīm或מַקַבִּים Maqabīm；拉丁語：或Maccabaei；希臘語： Makkabaioi）是猶太教世襲祭司長的家族，也是领导犹地亚的犹太人起义对抗希臘塞琉古帝国的國王。他们建立了始于公元前167年，终于公元前37年的哈斯蒙尼王朝，其在公元前110年到公元前63年的时间内作为独立王国存在。他们通过强制改教、征服周边地区来扩大犹地亚的疆域、并削弱希腊化运动及希腊化犹太教的影响等方式，重新确立了犹太教的权威。

## 词源
“马加比家族”在广义上等同于哈斯蒙尼王朝，狭义上则仅指犹大·马加比及其四位兄弟。“马加比”仅是犹大的一个绰号，之后的数代马加比家族后人均非他的后代。一种解释认为，“马加比”一词来源于阿拉姆语中的maqqəḇa，即“锤子”一词，来突出犹大在战争中的勇猛表现。犹太教传统则认为，“马加比”（Maccabee）一词（希伯來語： Machabi, מכבים）是马加比家族在战斗时的呐喊，出自《妥拉》的：“Mi chamocha ba'elim YHWH”，即“耶和华啊，众神之中谁能像祢？”这句话的缩写，也是玛他提亚全名“Matityahu haKohen ben Yochanan”的缩写。学者及诗人亚伦·卡敏卡（Aaron Kaminka）则认为，“马加比”是大卫王的一位精锐突击队员，末巴奈（Machbanai）名字的误写形式。

## 背景
公元前2世纪，在亚历山大大帝（前356-前323）去世后，数位继业者瓜分了他的领土。犹地亚地区则正好处于以埃及为核心的托勒密王国与以叙利亚为核心的塞琉古帝国之间。犹地亚起初由托勒密王国统治，但在公元前200年左右被塞琉古帝国攻占。此时的犹地亚已受到由亚历山大大帝发起的希腊化运动的影响。一些犹太人，主要是城市中的高层犹太人，如多比雅家族希望废除犹太教法，使用希腊式的生活方式。历史学家维克多·切利科夫认为，多俾亚德家族进行希腊化的动力主要来自于经济与政治方面。希腊化的犹太人们在耶路撒冷修建了一座体育馆，参与古希腊体育竞赛，“且弥补割损的痕迹，背离圣约”。
安条克四世（前215-164）即位时，耶路撒冷的大祭司由奥尼亚斯三世担任。安条克视大祭司为一个随他任免的本地行政长官，而正统犹太人则仍坚持大祭司之位的神圣性。奥尼亚斯之弟耶松通过贿赂安条克，从而顶替奥尼亚斯成为大祭司。耶松废除了传统的政教合一体制，并“得到安条克准许，把耶路撒冷改变为一座希腊城邦，称为安条克”。之后，墨涅劳斯贿赂安条克，顶替耶松成为了大祭司，并设法刺杀了奥尼亚斯。他的兄弟吕西马科（Lysimachus）从圣殿中偷走了若干神圣器皿，随后在群众的暴动中被杀。墨涅劳斯因谋杀罪被捕，并被安条克传讯，但通过贿赂得以脱身。最终，耶松带领群众驱逐了墨涅劳斯，再度登上大祭司之位。随后，误认为犹太人叛乱的安条克发兵攻进耶路撒冷城，掠夺了圣殿，并“俘掳了妇女幼童”（发生于公元前168年）。在此之后，安条克对塞琉古帝国境内的柯里叙利亚行省与腓尼基行省采取了狂热的希腊化政策。

现在，安条克既不满足于对城池（耶路撒冷）意料之外的占领，也不满足于对它的掠夺或是大屠杀；而是被自己暴力的情感所支配，想起了自己在围城时遭受的种种苦难，便强迫犹太人废除自己的法律，不让他们的婴儿受割礼，并在祭坛上献祭猪肉；与所有犹太人作对 ，并将他们中最受欢迎者处死。——弗拉维奥·约瑟夫斯，《犹太战史》，第一卷第一章第二节。
《马加比一书》的作者认为，马加比起义是一群虔诚的犹太人反抗曾试图根除他们的宗教的塞琉古国王及其犹太支持者的战争。《马加比二书》的作者则更多描述了犹太文化与希腊化文化间的矛盾。大多数现代学者认为，安条克四世仅是对发生在犹地亚乡村地区的传统犹太人与耶路撒冷城的希腊化犹太人间的内战作出了反应应对，但他对传统犹太教信徒的迫害在古代史上也是属实过分，从而立刻激发了起义。约瑟夫·P·舒尔茨（Joseph P. Schultz）认为，现代学界“将马加比起义更多视为犹太人内部正统派与改革派间的内战，而非反抗外部压迫势力的起义”，但约翰·J·柯林斯（John J. Collins）写道，虽然犹太领袖间的内战导致国王实行了新的政策，但也不能将这次起义仅仅看做是一次希腊文化与犹太文化间的冲突，因为“这次起义并非是被希腊习俗的引进（如建造体育馆）挑起的，而是由对那些研读《妥拉》、拒绝吃猪肉并让他们的孩子受割礼的人的迫害挑起的。”在争夺大祭司之位的冲突中，有着像奥尼亚斯这样的希伯来语/阿拉姆语名字的传统犹太人与有着像耶松和墨涅劳斯这样的希腊名字的希腊化犹太人共同竞争。一些学者强调了冲突中的社会与经济因素。当希腊化的塞琉古帝国站在希腊化的犹太人一边，对抗传统犹太人时，这场内战就变成了一场入侵战争。随着冲突的升级，安条克四世背离了塞琉古帝国的惯例政策，禁止了传统犹太人的宗教活动与全犹太人对犹太教的信仰。安条克四世的动机迄今不明：可能是对自己委派的大祭司墨涅劳斯被推翻极为恼怒，又或是受到了一群希腊化犹太人中的激进分子的鼓动，而对这场基于圣殿与《妥拉》的力量的正统犹太人起义做出的反应。其他学者则认为，这场起义作为一场宗教暴动开始，逐渐转变为一场民族解放战争。
《马加比一书》记载，安条克四世禁止了许多传统犹太人与撒马利亚人的宗教活动：他将拥有《妥拉》定为死罪，并将所有他能找到的书籍抄本付之一炬；安息日与其他犹太节日也被禁止；割礼被宣布非法，对其婴儿实施割礼的母亲将被施以处死全家之刑；犹太教传统祭祀仪式也被禁止。据说，一尊希腊神宙斯的神像被放置在了圣殿的祭坛上，以色列人需要为希腊神搭建祭坛，并在上献祭“不净”的动物。

## 馬加比家族起義

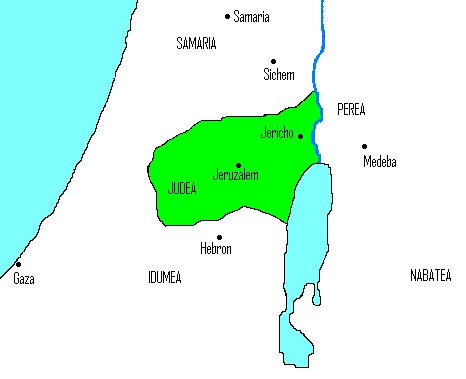
犹大·马加比统治下的犹地亚地区

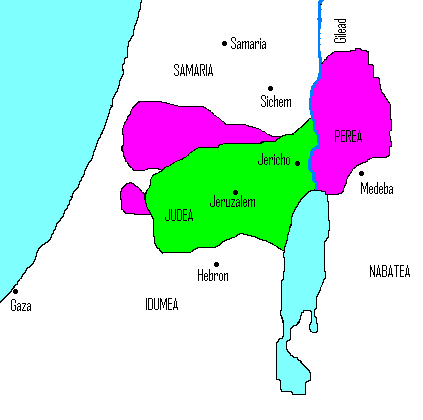
约拿单的征服

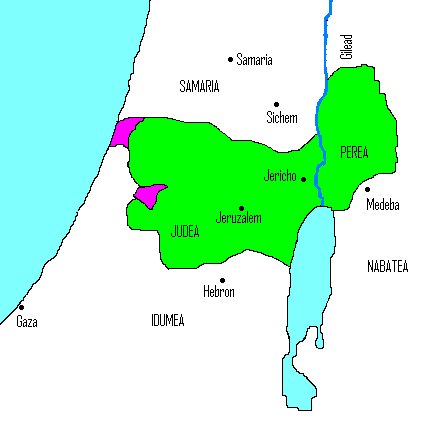
西门的征服

在《马加比一书》的叙述中，在安条克四世颁布了禁止进行犹太教宗教活动的法令之后，一位来自摩丁的乡村祭司，哈斯蒙尼人玛他提亚，掀起了反抗塞琉古帝国的起义，拒绝崇拜希腊诸神。一名希腊化犹太人在玛他提亚的地区祭献神像，被后者所杀。玛他提亚与他的五个儿子逃到了犹大地的旷野之中。玛他提亚去世一年多后，公元前166年，他的儿子犹大·马加比领导的一支犹太反抗军，在游击战中击败了塞琉古帝国。马加比家族摧毁了村庄中的异教神像，为男孩实行割礼，从而使犹太人无视帝国法律来行事。 被用来描述这支犹太军队的“马加比”一词来源于希伯来语中的“锤子”。
在这场起义的众多战争中，马加比军队充分使用游击战术，多次击败塞琉古军队，威名显赫。起义胜利后，马加比军队进入耶路撒冷，为圣殿进行了净化仪式，恢复了传统的犹太教信仰，并立约拿单·亚腓斯为大祭司。安条克四世派出了一支大军前来镇压起义，但他在不久后暴病而亡，这支大军就回到了叙利亚。这支军队的指挥官吕西阿斯忙于处理塞琉古帝国内部事务，便在政治上作出了妥协，同意恢复犹太人的宗教自由。
犹太节日光明节庆祝的内容即是犹大·马加比对塞琉古帝国获胜后，将圣殿重新奉献给上帝之事。拉比典籍中记载，完成奉献仪式需要点燃灯台，但此时，得胜的马加比众人只找到了一罐因密封而未被污染、能点燃灯台的灯油。这罐灯油本只有一天的用量，却奇迹般地用了八天。之后，马加比众人就已能寻获更多灯油了。

## 马加比家族的统治
在将圣殿重新奉献给上帝之后，马加比军队的支持者们就是否继续战斗产生了分歧。在玛他提亚的领导下，这场起义被视为一场反抗塞琉古帝国压迫、争取宗教自由的战争。然而，随着马加比军队的成功，其中的许多人想要继续战斗，征服其他有犹太人定居的土地，或是使其他居民改信犹太教。到了如亚历山大·詹纳乌斯等后期的哈斯蒙尼君主在位之时，该政策最终加剧了法利赛人与撒都该人间的分歧。寻求继续战斗的犹太人则由犹大·马加比率领。
公元前160年，犹大·马加比在战斗中身亡。他的弟弟，已身为大祭司的约拿单接任了他军队司令的位置。他与许多其他国家签订了和平条约，这进一步加剧了仅渴望宗教自由的犹太人与寻求更大势力的犹太人间的矛盾。
公元前142年，约拿单被塞琉古王位觊觎者狄奥多特·特里丰刺杀，其位由玛他提亚还存活着的最后一个儿子，西门·塔西继承。西门对德米特里二世提供支持，德米特里二世则豁免了马加比家族朝贡的义务。西门征服了雅法港口与基色要塞，并将前者中的外邦人“尽数驱逐”。他将耶路撒冷城中阿克拉堡垒的守军迁出，用作他用。公元前140年，西门被一个由祭司、地方领袖与长者组成的议会，承认为以色列的大祭司、军队总司令与统治者。这份判定奠定了哈斯蒙尼王国的基础。不久之后，罗马元老院恢复了与哈斯蒙尼王国的同盟，并命令其在地中海东部地区的盟友也与之结盟。马加比家族得到了自治权，但犹地亚地区仍是塞琉古帝国的一个省份，德米特里二世的弟弟，安条克七世还要求西门提供部队。之后，西门拒绝放弃他所征服的领土，安条克七世便以武力夺回。
公元前134年，西门被女婿托勒密所杀。他的儿子，约翰·海卡努斯接任大祭司与国王之位，称海卡努斯一世。安条克七世征服了整个犹地亚地区，但没有攻击圣殿或干涉犹太宗教活动。公元前129年，安条克七世去世，犹地亚彻底摆脱了塞琉古帝国的统治。
哈斯蒙尼王朝的独立统治持续至公元前63年。此时，哈斯蒙尼王朝内部爆发了内战，罗马将军庞培出兵干涉，哈斯蒙尼王朝沦为罗马的从属国。公元前37年，以土买人希律成为了以色列国王，并受罗马元老院册封为“犹太人的国王”。哈斯蒙尼王朝自此正式灭亡，犹地亚地区由希律王朝继续统治。

## 《圣经》中的记载
《马加比一书》与《马加比二书》中详细记载了马加比家族将耶路撒冷的圣殿重新奉献给上帝，并点燃烛台的故事。这两卷书并非犹太教正典《塔纳赫》中的书卷，却是《七十士译本》中的书卷。这两卷书同样被包括在了天主教与东正教版的《旧约圣经》之中，并被视为次经的一部分。但大多数新教《圣经》中则不包含这两卷书，因为大多数新教徒则视这两本书为旁经。
《米书拿》中多次提到了光明节的故事（《初熟贡》1:6、《岁首》1:3、《斋戒》2:10、《经期》3:4与3:6、《小节期》3:9及巴瓦卡馬6:6》），但没有描述某些律法。一日灯油用了八天的故事则最早见于《塔木德》，后者则是在《马加比书》中描写的事件发生约600年后才成书。
《新约圣经》中提到了耶稣在光明节期间造访圣殿之事。

## 哈斯蒙尼统治者
- 玛他提亚
- 约翰·加迪（英语：John Gaddi）
- 西门·塔西
- 犹大·马加比
- 以利亚撒·阿瓦兰（英语：Eleazar Avaran）
- 约拿单·亚腓斯
- 约翰·海卡努斯
- 阿里斯托布鲁斯一世
- 亚历山大·詹纳乌斯
- 撒罗米·亚历山德拉
- 海卡努斯二世
- 阿里斯托布鲁斯二世
- 安提柯

## 神圣马加比殉教者

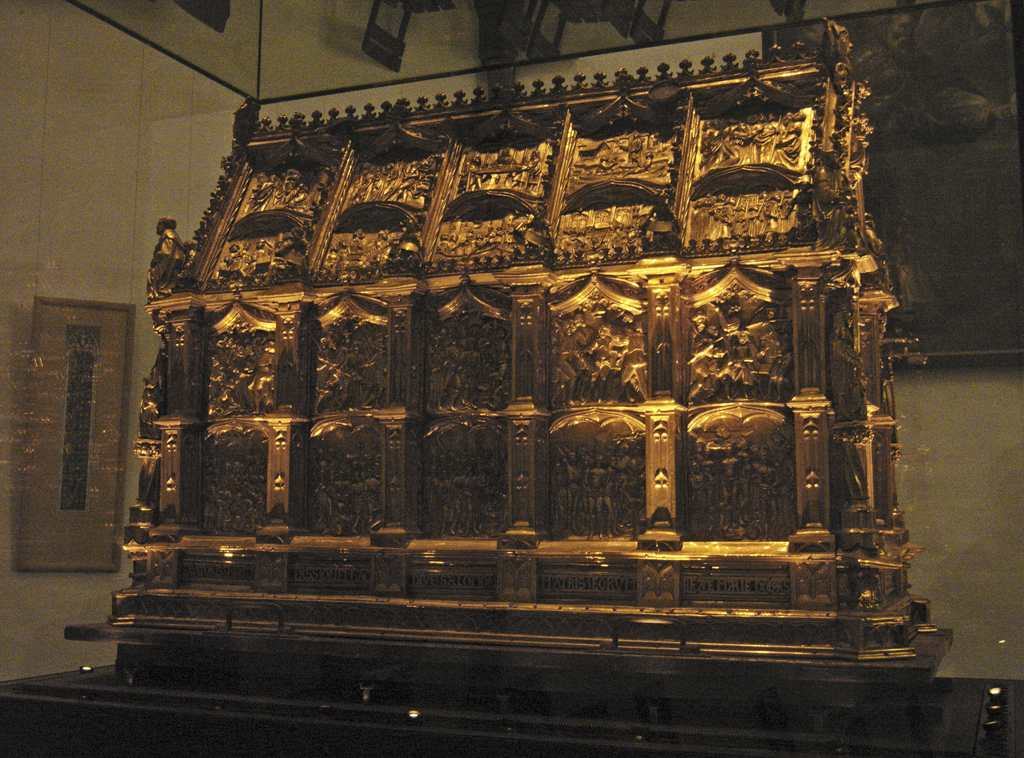
德国科隆圣安德肋教堂中的马加比神龛，相传存放着马加比的遗骨

《马加比二书》与《马加比四书》记载了7位犹太人兄弟、他们的母亲与老师的殉教过程。一般认为，他们并非马加比家族成员，但他们在基督教中仍被成为神圣马加比殉教者或神圣马加比家族。
传统认为，这七位兄弟的名字各自为哈比姆（Habim）、安东宁（Antonin）、古里亚（Guriah）、以利亚撒（Eleazar）、尤西邦（Eusebon）、哈蒂姆/哈利姆（Hadim/Halim）、马塞勒斯（Marcellus），他们的母亲名为所罗门尼雅（Solomonia），他们的老师名为以利亚撒。
埃塞俄比亚正统合性教会的正典，与四卷《马加比书》截然不同的三卷《梅卡比安书》中也提到了马加比殉教者。《梅卡比安一书》中说，这七位兄弟的父亲名为马加比乌斯（Maccabeus），来自便雅悯支派。而这兄弟中的三人，阿比亚（Abya）、西拉（Seela）与芬托斯（Fentos）因领导了对抗一场对抗安条克四世的起义，而在被俘后殉教。
神圣马加比殉道者在东正教会与天主教会中的瞻礼日期都是8月1日，这一天也是圣母升天节的第一天。
妮娜·V·布拉金斯卡亚（Nina V. Braginskaya）在对比了裘蒂·马格内斯在胡科克发现的马赛克壁画与马加比诸书后认为，这些壁画反映了神圣马加比殉教者的标志性故事。